# Studierendenrat evangelische Religions-, Gemeindepädagogik und Diakonie
Der Studierendenrat Evangelische Religions-, Gemeindepädagogik und Diakonie (SERGuD) ist eine deutsche  Interessenvertretung aller Studierenden im religions- und gemeindepädagogischen Bereich sowie im Bereich Diakonie. An vielen der Mitgliedshochschulen können diese Fächer in Kombination mit Sozialer Arbeit oder Sozialpädagogik studiert werden. Der SERGuD hat zehn Mitgliedshochschulen und bildet das Pendant zum Studierendenrat Evangelische Theologie und der BDK des Verbands Evangelischer Diakonen-, Diakoninnen- und Diakonatsgemeinschaften.

## Entstehung
Der SERGuD wurde im Januar 2020 bei einer ersten, konstituierenden Sitzung in Hannover gegründet. Zu diesem Zeitpunkt waren  acht Hochschulen vertreten, zwei weitere (EH Darmstadt und EH Berlin) kamen im April 2021 dazu. Der SERGuD trifft sich seitdem zweimal im Jahr für eine Delegiertenversammlung und spricht über aktuelle Themen und Entwicklungen. Diese Versammlungen werden abwechselnd von den einzelnen Mitgliedshochschulen ausgetragen, während der Covid-19-Pandemie geschah dies im Onlineformat.

## Vertretene Hochschulen mit ihren Bachelorstudiengängen
(Quelle: )
- CVJM-Hochschule Kassel: Religions-, Gemeindepädagogik und Diakonie
- Evangelische Hochschule Berlin: Evangelische Religionspädagogik und Diakonik
- Evangelische Hochschule Darmstadt: Diakonik/Gemeindepädagogik und Soziale Arbeit
- Evangelische Hochschule Dresden / Campus Moritzburg: ev. Religions- und Gemeindepädagogik
- Evangelische Hochschule Freiburg: Religionspädagogik und Gemeindediakonie (+Soziale Arbeit)
- Evangelische Hochschule für Soziale Arbeit & Diakonie in Hamburg
- Evangelische Hochschule Ludwigsburg:  Diakoniewissenschaft und Soziale Arbeit bzw.  Religions- und Gemeindepädagogik und Soziale Arbeit
- Evangelische Hochschule Nürnberg: Diakonik bzw. Religionspädagogik und kirchliche Bildungsarbeit
- Evangelische Hochschule Rheinland-Westfalen-Lippe in Bochum: Gemeindepädagogik und Diakonie
- Hochschule Hannover: Religionspädagogik und Soziale Arbeit
- Theologische Hochschule Reutlingen: Soziale Arbeit und Diakonie

## Ziele und Aufgaben

### Vertretung
Der SERGuD übernimmt die Vertretung der Studierenden gegenüber kirchlichen und studentischen Gremien, Berufsverbänden sowie im Bereich der Hochschulpolitik. Belange und Wünsche sollen gebündelt an die genannten Gremien herangetragen werden.

### Vergleichbarkeit
Der SERGuD setzt sich für eine Vergleichbarkeit der einzelnen religions- und gemeindepädagogischen sowie diakonischen Studiengängen ein. Im Gegensatz zu dem Fach der evangelischen Theologie gibt es in diesen Studiengängen deutschlandweit wenig Einheit, sodass sich das Vergleichen der Abschlüsse beispielsweise im Falle eine Wechsels der Landeskirche als schwierig gestaltet. Die Schwerpunkte, Elemente und Besonderheiten der einzelnen Ausbildungen an den Studienstandorten sollen für Studieninteressierte, mögliche Arbeitgeber und weitere Interessengruppen einfach und übersichtlich einsehbar sein.
Ein  Schritt in Richtung dieses Ziels war die Erstellung einer  Broschüre mit der Übersicht der Hochschulqualifikationen. Diese basiert auf dem EKD-Text 137.1 zum Thema des Diakonisch-gemeindepädagogischen Dienstes. Erstellt wurde das Papier von der Gemischten Fachkonferenz 3 (GFK3), in welcher der SERGuD mit einem Sitz vertreten ist.
Außerdem arbeitet der SERGuD zurzeit an der Erstellung einer eigenen Website, informiert auf Instagram über aktuelle Themen und soll auch auf dem Kirchentag 2023 zu finden sein.

### Vernetzung
Der SERGuD ist ein Vernetzungsgremium und möchte den Studierenden der Mitgliedshochschulen eine Plattform für fachlichen und freundschaftlichen Dialog bieten und bei aktuellen Themen Unterstützung bieten. Auch der Austausch mit anderen Ausbildungs- und Studiengremien der evangelischen Berufe soll vorangebracht werden. Dazu befindet sich der SERGuD im Austausch mit dem SeTh und der  BDK.

## Organisation
Der SERGuD setzt sich aus den Delegierten der Mitgliedshochschulen zusammen. Jede Mitgliedshochschule wählt durch die vor Ort studentische Interessensvertretung (wie den AStA oder die Fachschaft) zwei wahlberechtigte Delegierte und kann außerdem entscheiden Gäste mit zur Delegiertenversammlung zu bringen. Vorbereitet werden die zweimal im Jahr stattfindenden Delegiertenversammlungen von dem Leitenden Gremium des SERGuD. Das Leitende Gremium (LG) besteht aus mindestens zwei und höchstens fünf zum Zeitpunkt der Wahl delegierten Personen. Das LG ist dabei an Beschlüsse der Delegiertenversammlung gebunden und dazu aufgefordert im Sinne des SERGuD zu handeln.

### Ämter
- Das leitende Gremium
- Referat für Finanzen
- Rechnungsprüfende
- Außenvertretung
- Beauftragte für Inklusion, Diversität und Gender

### Arbeitsgruppen
Arbeitsgruppen können nach Bedarf des SERGuD neu gegründet oder aufgelöst werden. Hierbei wird sich an aktuellen Themen und Aufgaben orientiert.
- Öffentlichkeitsarbeit
- Website
- Kirchentag
- Inklusion, Diversität und Gender

## Belege
1. ↑  SERGuD finden wir sehr gut! Abgerufen am 3. Februar 2023.
2. 1 2  Studierende evangelischer Hochschulen bilden neuen Bundes-Studierendenrat. Abgerufen am 3. Februar 2023.
3. ↑  EHB | Vernetzung, Vertretung und Vergleichbarkeit. Abgerufen am 3. Februar 2023.
4. ↑  Diakon*in werden in der evangelischen Kirche | EKD - EKD. Abgerufen am 3. Februar 2023.